# Grupo Desportivo Mirandês
El GD Mirandes es un equipo de fútbol de Portugal que juega en la Liga Regional de Bragança, la cuarta división de fútbol en el país.

## Historia
Fue fundado el 2 de mayo de 1968 en la ciudad de Miranda do Douro en el distrito de Braganza y pertenece a la Asociación de Fútbol de Braganza, por lo que puede participar en los torneos organizados por la asociación.
En su historial cuenta con varios títulos regionales, así como algunas apariciones en la Copa de Portugal y en la desaparecida Tercera División de Portugal.

## Palmarés
- Liga Regional de Bragança: 4

1986/87, 1997/98, 1999/2000, 2017/18
- Copa de Bragança: 3

1997/98, 2006/07, 2009/10